# Чарльз (река)

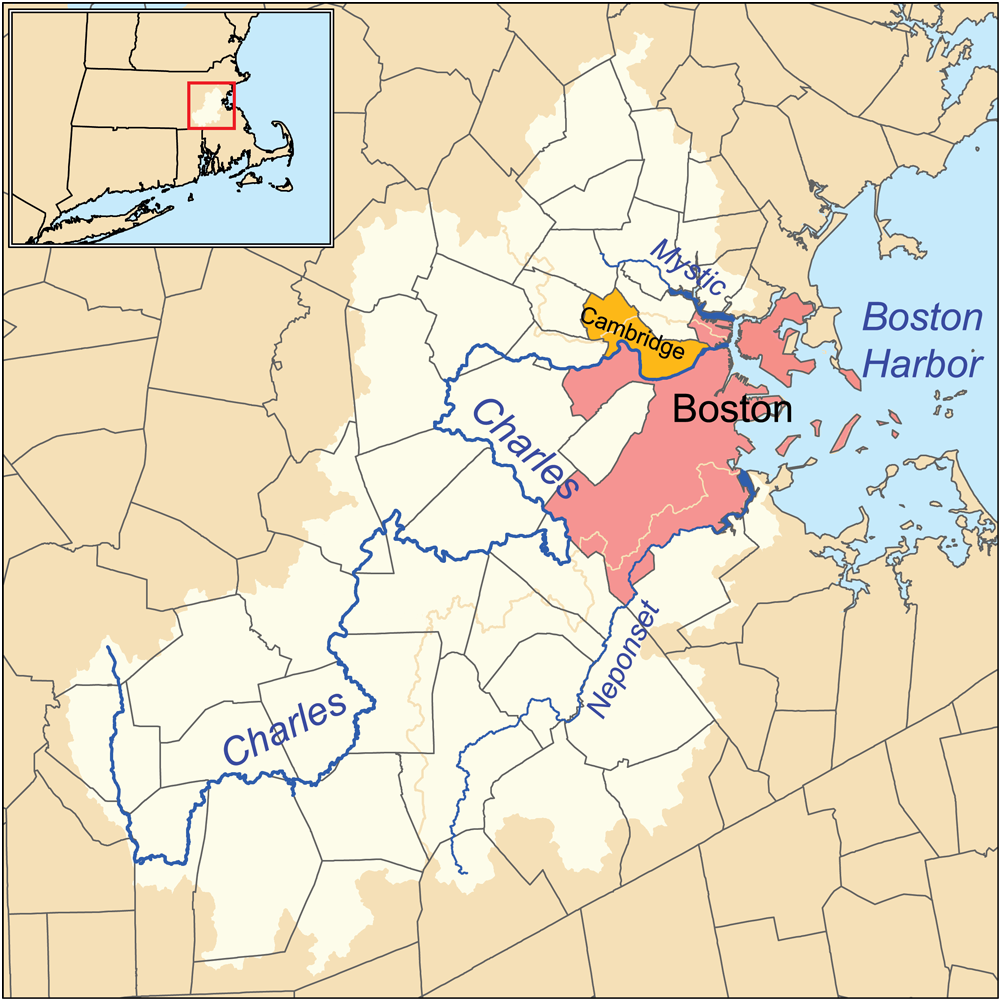
Бассейн реки Чарльз

Чарльз (англ. Charles River) — река в штате Массачусетс.
Длина реки — 129 км, по её течению находятся 22 населённых пункта.
Чарльз берёт начало из озера Эхо в Хопкинтоне и протекает в северо-восточном направлении, впадая в Бостонскую бухту. Русло — довольно извилистое, в низовьях разделяет города Бостон и Кембридж.
Одни из престижнейших университетов страны — Гарвардский, Бостонский, Брэндиса, а также Массачусетский технологический институт расположены на берегах Чарльза.
Ежегодно в октябре проводится регата на реке Чарльз, самая крупная из двухдневных в мире, в которой участвуют около 1700 лодок и более 8 тысяч спортсменов. За соревнованиями наблюдают до 300 тысяч зрителей.

## Река Чарльз в культуре
- На реке Чарльз в районе Бостона частично развивается действие популярной книжки с картинками «Дайте дорогу утятам» американского писателя Роберта Макклоски (1941).
- В фильме «Вечное сияние чистого разума» (2004) главные герои дважды признаются друг другу в чувствах на льду реки Чарльз.